# Caenocryptus burmensis
Caenocryptus burmensis là một loài tò vò trong họ Ichneumonidae.